# Marieli Fröhlich

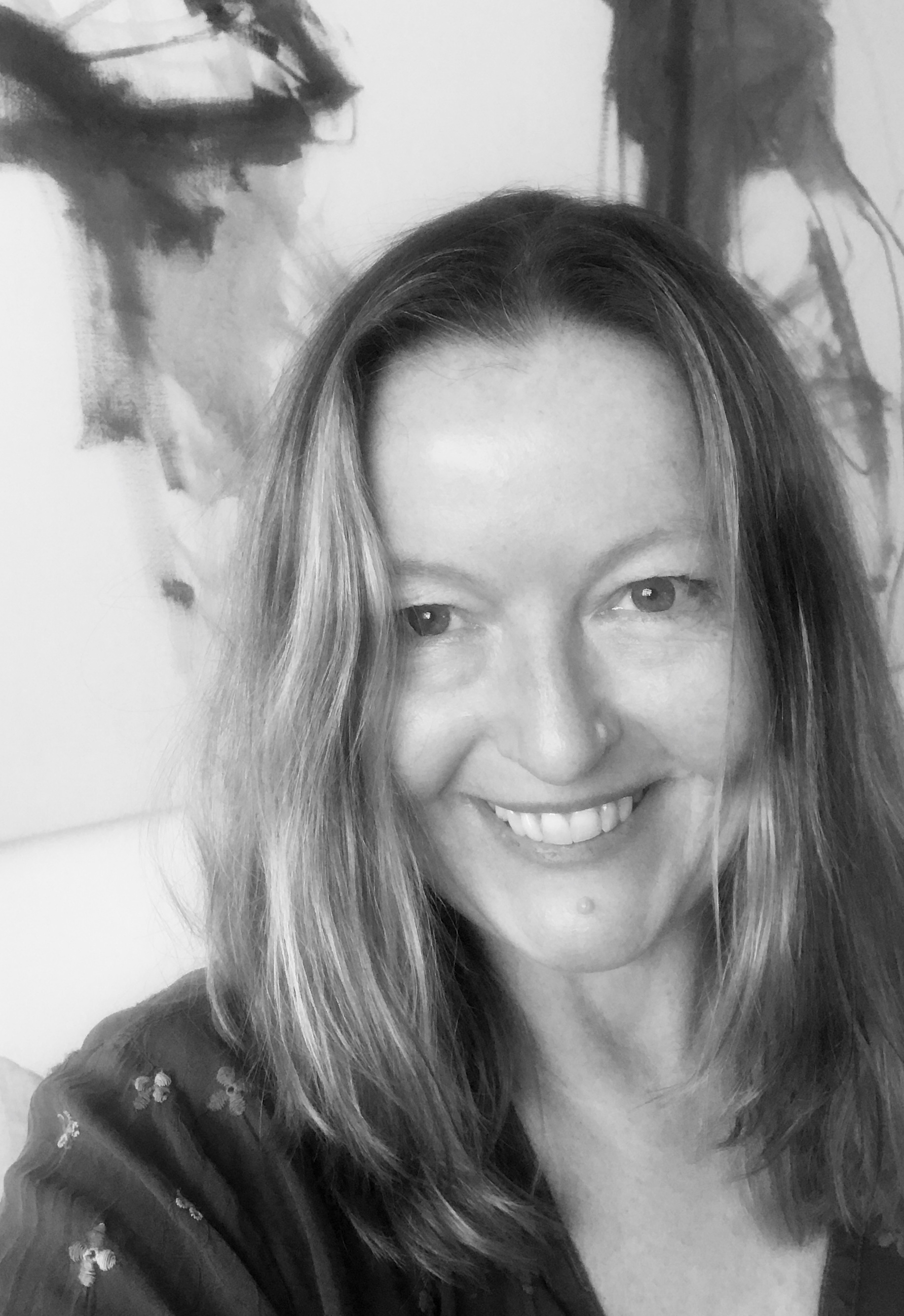
Marieli Fröhlich (2020)

Marieli Fröhlich (* 26. August 1959 in Wien) ist eine österreichische Filmemacherin, Künstlerin und Drehbuchautorin.

## Leben
Marieli Fröhlich wurde in Wien in eine Künstlerfamilie geboren, ihr Vater ist der Filmemacher Peter Kubelka, ihre Mutter die Malerin Gertie Fröhlich. Parallel zu ihren leiblichen Eltern wuchs sie in einer Pflegefamilie in Wien auf und besuchte das Lycée Français de Vienne.
Von 1976 bis 1982 spielte sie in österreichischen und internationalen Filmen als Darstellerin unter der Regie von Claude Chabrol, Peter Patzak, John Cook, Elisabeth Cannon und André Heller.
Im Jahr 1981 lebte sie in New York, arbeitete dort unter anderem mit Jonas Mekas für das Anthology Film Archives, spielte in verschiedenen Independent-Filmen mit und studierte am Lee Strasberg Theatre and Film Institute.
1982 kehrte sie nach Wien zurück, um dort als Art Director und Stylistin für internationale Modemagazine und Fotografen wie Rudi Molacek, Elfie Semotan, Gerhard Heller und Günther Parth zu arbeiten. In dieser Zeit entwarf sie auch das Bühnenoutfit für Falco und Band für deren Welttournee.
1992 gewann sie mit ihrer ersten Regiearbeit für die Kampagne Gloria, Agentur Wirz Zürich, den Young Talents Award bei den Cannes Lions International Festival for Creativity, Silber beim ADC Art (Directors Club Schweiz) und wurde in Lürzer’s Archiv aufgenommen. Seitdem hat sie für internationale und nationale Kunden bei über 200 Werbefilmen, Musikvideos und TV Trailern die Regie geführt.
Seit 2005 lebt und arbeitet sie in Paris und Wien und produziert Kurz- und Experimentalfilme, Drehbücher und künstlerische Arbeiten.
Sie hat zwei Söhne von dem verstorbenen Künstler Hans Rose.
2023 wurde der Dokumentarfilm über ihre Mutter, die verstorbene Künstlerin Gertie Fröhlich mit dem Titel; „Was ist denn los? Kunst im Leben von Gertie Fröhlich“ fertiggestellt. Der Film wurde unter anderem während der Ausstellung „Gertie Fröhlich, Schattenpionierin“ im Museum für angewandte Kunst in Wien gezeigt, an welcher Marieli Fröhlich ebenfalls mitwirkte.

## Ausstellungen
- 2020: Pollock Fine Art, No More Poetry, London[4]
- 2020: Evelyn Drewes Galerie, FSK ab 18 Fotografie an der Grenze zwischen Erotik und Pornografie, Hamburg[5]
- 2021: Ruttkowski;68, The Dream of the Fisherman’s Wife, kuratiert von Steven Pollock, Paris[6]
- 2022: Pop-up Gallery Berlin, Rosa sehen statt untergehen, kuratiert von Mari Otberg, Berlin[7][8]

## Auszeichnungen
Das fortlaufende Filmprojekt Stop lief 2019 unter anderem beim Cannes Short Film Festival, This Human World Film Festival Vienna, New Jersey International Film Festival, WorldFest-Houston International Film Festival, wurde 16 mal nominiert und siebenmal in der Kategorie bester Experimentalfilm ausgezeichnet.
Ihre Werbefilme und Musikvideos liefen bei den Cannes Lions International Advertising Festival, Cresta International Advertising Awards, New York Festivals, Moebius Awards, Hollywood Film Festival und Clio Award.
Sie gewann diverse goldene, silberne und platinum EFFIEs, die silberne Venus beim Creativ Club Austria, Bronze und Silber beim Art Directors Club Switzerland, einen Cannes Lions National Award sowie einen Mobius Award.
Marieli Fröhlich ist im Lürzer’s Archiv vertreten, war Vizepräsidentin und ist Ehrenmitglied des Creativ Club Austria und hat in Österreich, Frankreich und der Schweiz Vorlesungen gehalten.

## Filmografie
- 1992–2019: mehr als 200 Werbefilme, Musikvideos und TV-Trailer
- 2012: Anders Eliasson (Dokumentation)
- 2010–2019: Stop (Experimentalfilm)
- 2020: Poetry No More (Film Poem)[10]

Darstellerin
- 1976: Langsamer Sommer (Regie John Cook)
- 1980: Fantomas (Regie Claude Chabrol)
- 1980: L’Union Libre (Regie Elisabeth Cannon)
- 1981: Kottan ermittelt (Regie Peter Patzak)
- 1982: Phönix an der Ecke (Regie Peter Patzak)

## Drehbücher
- 2019: M wie Mädchen[11]
- 2021: Gestern Heute Übermorgen[12]
- 2022: Have You Seen Gertie